# Blauer Wasser-Ehrenpreis
Der Blaue Wasser-Ehrenpreis (Veronica anagallis-aquatica), auch als Gauchheil-Ehrenpreis oder Ufer-Ehrenpreis bezeichnet, ist eine Pflanzenart aus der Gattung Ehrenpreis (Veronica) innerhalb der Familie der Wegerichgewächse (Plantaginaceae).

## Beschreibung

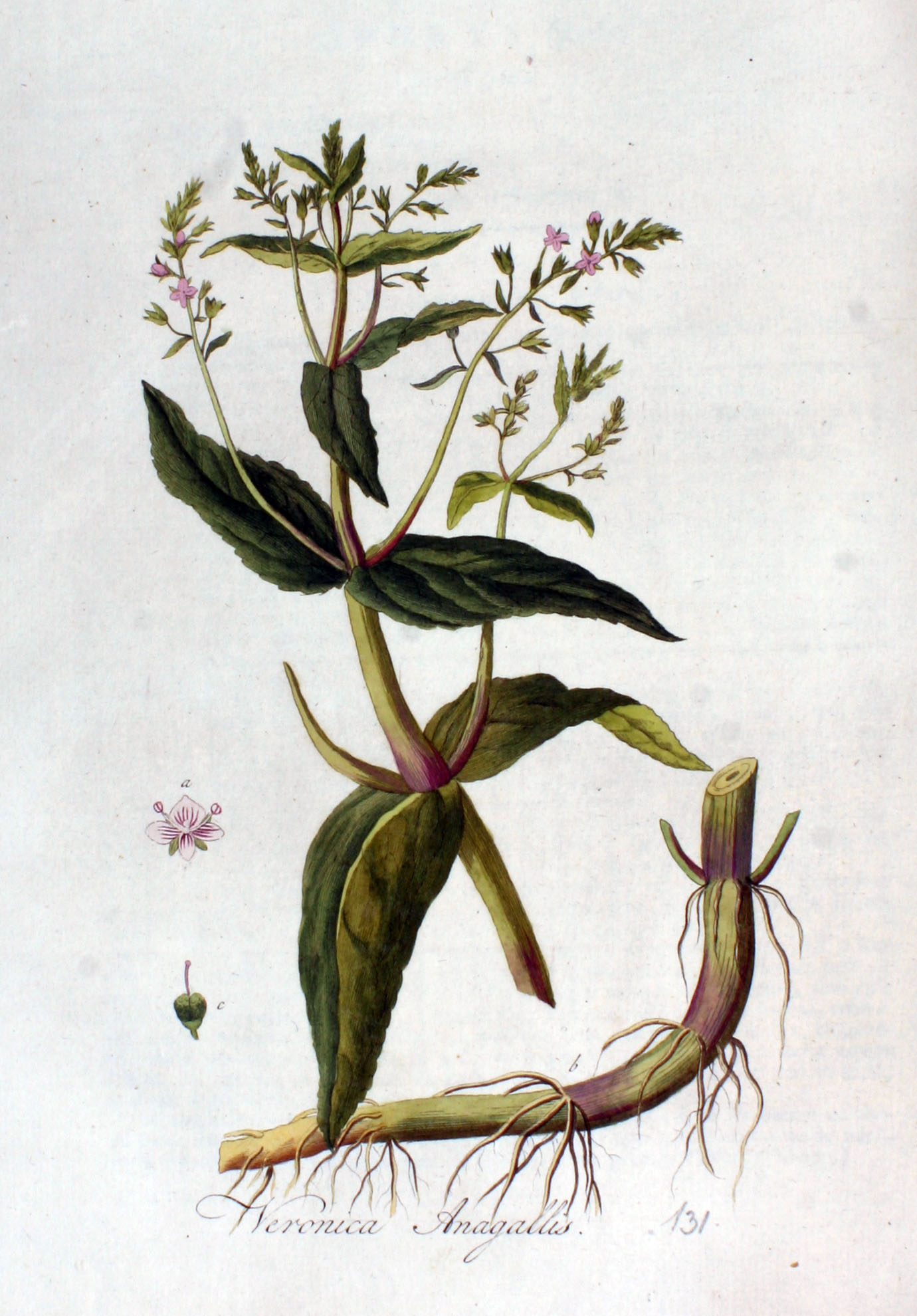
Illustration aus Flora Batava, Band 2

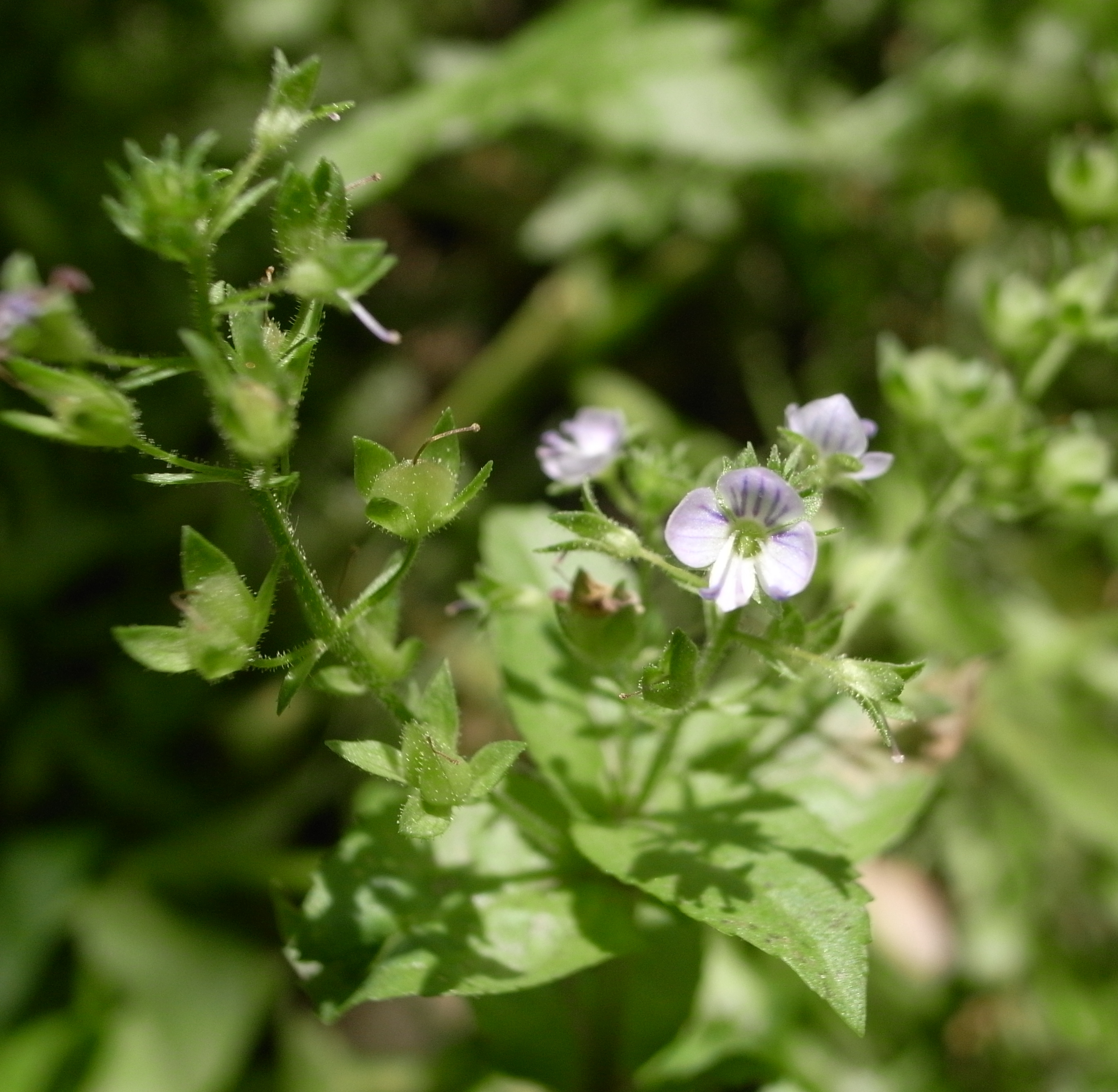
Blütenstand und Blüten

### Vegetative Merkmale
Der Blaue Wasser-Ehrenpreis ist eine ausdauernde, krautige Pflanze, die meist Wuchshöhen von 10 bis 60 Zentimetern erreicht. Der im oberen Teil undeutlich vierkantige Stängel wächst aufsteigend oder ist aufrecht, innen selten markig und nicht lila überlaufen.
Die unteren Laubblätter und manchmal auch diejenigen der Seitenzweige sind kurz gestielt, während die oberen zum Teil halb stängelumfassend sind. Die einfachen Blattspreiten sind bei einer Länge von bis zu 12 Zentimetern sowie einer Breite von 4 Zentimetern länglich-eiförmig, seicht gesägt bis gezähnt oder ganzrandig.

### Generative Merkmale
Die Blütezeit liegt vorwiegend in den Monaten Juni bis Oktober. Jeweils viele Blüten stehen in zahlreichen, ziemlich dichten, kahlen, seltener auch drüsig behaarten traubigen Blütenständen zusammen. Die Blütenstiele sind kahl und etwa zwei- bis dreimal so lang wie der Blütenkelch.
Die zwittrige Blüte besitzt eine doppelte Blütenhülle. Die 4 bis 7 Millimeter große Blütenkrone ist hellblau bis blassviolett und besitzt rötliche Adern.
Die meist an spitzwinklig abstehenden Fruchtstielen sitzende Kapselfrucht ist rundlich oval bis fast kreisrundlich und etwas länger als breit. Die haltbaren Kelchblätter sind länger als die Frucht. Die Frucht besitzt einen meist über 1,7 Millimeter langen Griffel.
Die Chromosomenzahl beträgt 2n = 36 oder 18.

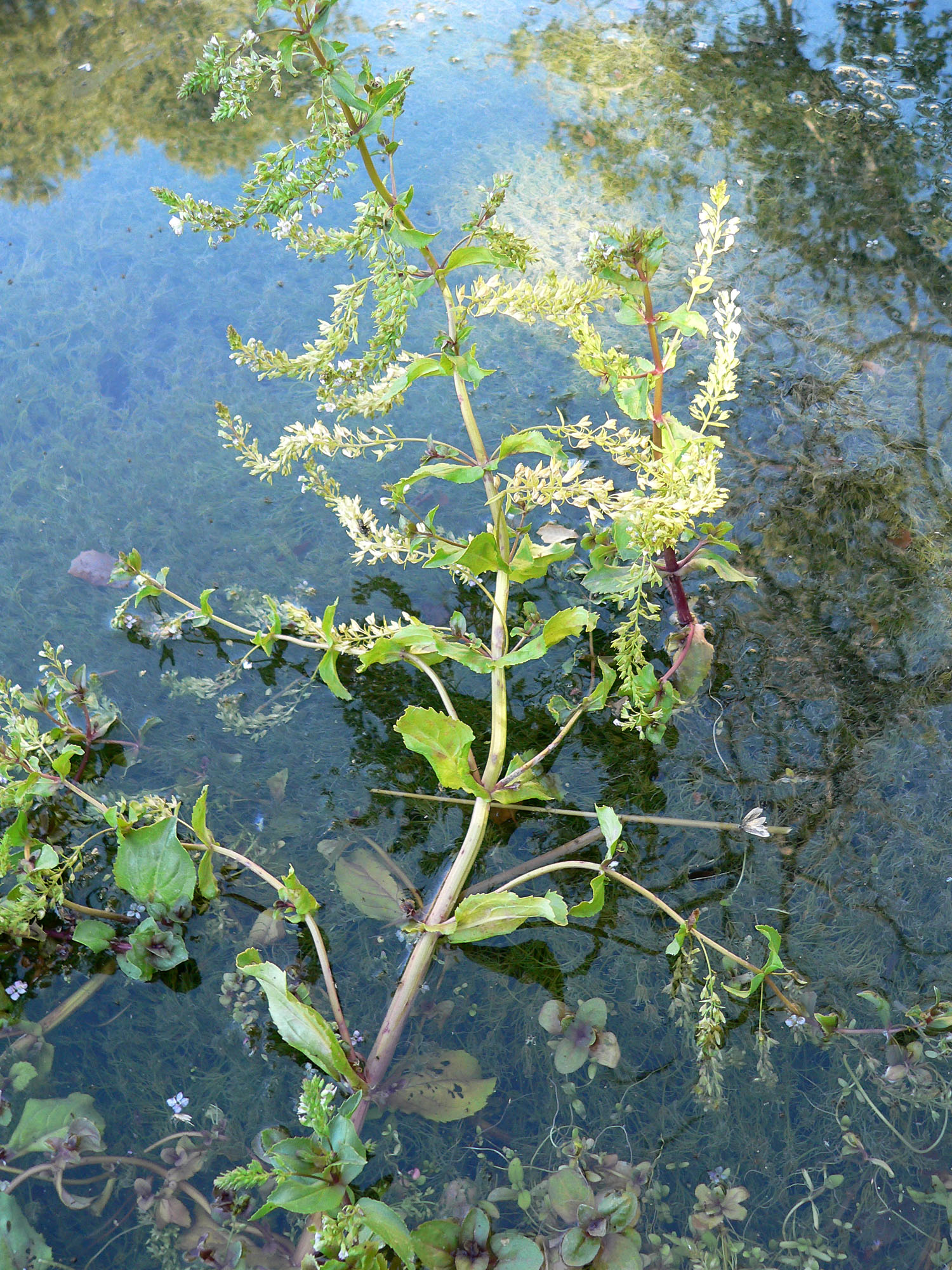
Habitus im Habitat

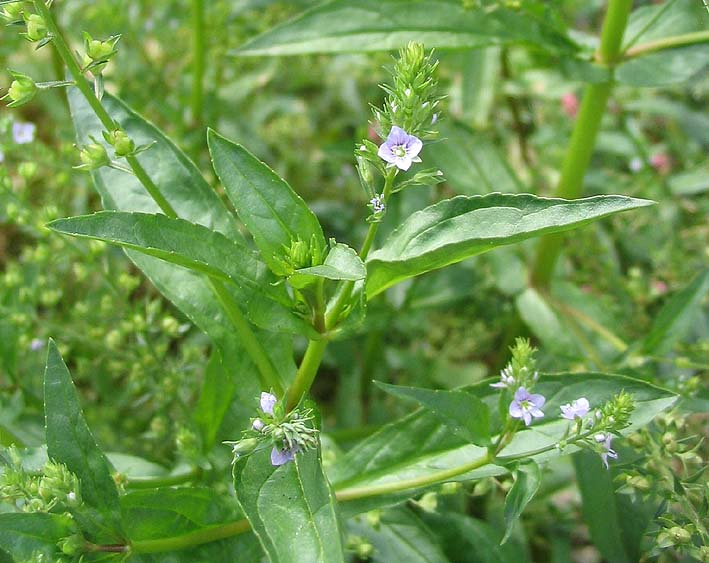
Stängel, Laubblätter und Blütenstände

## Standortbedingungen
Veronica anagallis-aquatica wächst in Mitteleuropa in Röhrichten, Bächen, Gräben und an Quellen. Der Blaue Wasser-Ehrenpreis gedeiht am besten auf nassen oder überfluteten, meist nährstoffreichen Schlammböden. Er ist etwas salz- und wärmeliebend. Er kommt in Mitteleuropa vor in Pflanzengesellschaften der Verbände Sparganio-Glycerion fluitantis oder Phragmition australis. In untergetauchter Form (Veronica anagallis-aquatica f. submersa Glück) tritt der Gauchheil-Ehrenpreis auch im Ranunculetum fluitantis auf.
Die ökologischen Zeigerwerte nach Landolt et al. 2010 sind in der Schweiz: Feuchtezahl F = 5fw+ (überschwemmt, bei fließendem Bodenwasser aber stark wechselnder Feuchtigkeit), Lichtzahl L = 4 (hell), Reaktionszahl R = 3 (schwach sauer bis neutral), Temperaturzahl T = 3+ (unter-montan und ober-kollin), Nährstoffzahl N = 4 (nährstoffreich), Kontinentalitätszahl K = 3 (subozeanisch bis subkontinental).

## Systematik und Verbreitung
Die Erstveröffentlichung von Veronica anagallis-aquatica erfolgte 1753 durch Carl von Linné in seinem Werk Species Plantarum, Band 1, Seite 12. Linné nannte sie Veronica Anagallis und setzte ein Dreieck dahinter. Dieses Dreieck steht bei Linné als Symbol für Wasser und die Art muss daher korrekt nach dem Code der Nomenklatur ICN (Artikel 23)  mit ausgeschriebenem Symbol bezeichnet werden und daher Veronica anagallis-aquatica heißen.
Synonyme für Veronica anagallis-aquatica L. sind: Veronica espadamae Pau, Veronica maresii Sennen, Veronica minniana Merino, Veronica reyesana Pau & Merino.
Veronica anagallis-aquatica ist in Eurasien weitverbreitet. Er gedeiht auch in Bergregionen in Nord-, Ost- und Südafrika. Veronica anagallis-aquatica ist in Nord- und Südamerika ein Neophyt. Er kommt in Mitteleuropa meist verbreitet vor. In Deutschland findet man den Blauen Wasser-Ehrenpreis fast im ganzen Gebiet; nur im Westen und Nordwesten fehlt er gebietsweise. In Österreich und der Schweiz kommt der Blaue Wasser-Ehrenpreis allgemein zerstreut vor.
Von Veronica anagallis-aquatica gibt es einige Unterarten, beispielsweise von Europa bis in den Mittelmeerraum und Kleinasien:
- Veronica anagallis-aquatica L. subsp. anagallis-aquatica[7]
- Veronica anagallis-aquatica subsp. anagallidiformis (Boreau) Jáv. & Soó (Syn.: Veronica anagallidiformis Boreau): Sie kommt nur in Bulgarien vor.[7]
- Veronica anagallis-aquatica subsp. divaricata Krösche: Sie kommt in Deutschland, Tschechien, Ungarn, in Israel und in  Jordanien vor.[7]
- Veronica anagallis-aquatica subsp. lysimachioides (Boiss.) M.A.Fisch. (Syn.: Veronica lysimachioides Boiss.): Sie kommt nur in Armenien vor.[7]
- Veronica anagallis-aquatica subsp. michauxii (Lam.) Jelen. (Syn.: Veronica michauxii Lam.): Sie kommt in Armenien und im asiatischen Teil der Türkei vor.[7]
- Veronica anagallis-aquatica subsp. neilreichii (Čelak.) Dostál (Syn.: Veronica anagallis-aquatica var. neilreichii Čelak.)[7]
- Veronica anagallis-aquatica subsp. oxycarpa (Boiss.) Jelen. (Syn.: Veronica oxycarpa Boiss.): Sie kommt in Armenien und im asiatischen Teil der Türkei vor.[7]